# Viuz-la-Chiésaz
Viuz-la-Chiésaz è un comune francese di 1 311 abitanti situato nel dipartimento dell'Alta Savoia della regione dell'Alvernia-Rodano-Alpi.

## Società

### Evoluzione demografica
Abitanti censiti